# Samji
Samji ist ein See im Distrikt Samjiyŏn in der Provinz Ryanggang-do, Nordkorea. Er ist drei Meter tief und hat einen Umfang von 4,5 Kilometern.
Auf dem See befindet sich eine Skulpturengruppe auf einem flachen Stein. Sie zeigt fünf Koreaner der Guerilla-Kämpfer, die unter Kim Il-sung gegen japanische Truppen kämpften.
Am Ostufer des Sees befindet sich das Großmonument Samjiyŏn zur Erinnerung an die Schlacht von Musan in dieser Gegend.